# Lajas (Cuba)
Lajas é um município de Cuba pertencente à província de Cienfuegos. 